# Eduard Baumgartner
Eduard Baumgartner (* 10. März 1870 in Hallein; † 4. November 1948 in Salzburg) war ein österreichischer Politiker (SDAP) und Bürgerschuldirektor. Er  war von 1918 bis 1934 Abgeordneter zum Salzburger Landtag.

## Ausbildung und Beruf
Nach dem Besuch von sieben Klassen der Volksschule in Hallein wechselte Baumgartner 1885 an die k.k. Oberrealschule in Salzburg. Er schloss den Besuch der Oberrealschule 1890 ab und legte noch im selben Jahr die Matura an der k.k. Staatslehrerbildungsanstalt in Salzburg ab. In der Folge arbeitete er von 1890 bis 1894 als Lehrer in Saalfelden am Steinernen Meer und erwarb 1892 die Lehrbefähigungsprüfung für Volksschulen und 1894 die Lehrbefähigungsprüfung für Bürgerschulen. Er wechselte 1894 als Lehrer nach Rauris und war danach von 1896 bis 1904 als Lehrer in Hallein tätig. 1904 wechselte er erneut seine Schule, war jedoch danach bis 1922 als Lehrer an der Bürgerschule in Salzburg-Haydnstraße beschäftigt. Während des Ersten Weltkriegs diente er jedoch zwischen 1915 und 1918 als Kriegsfreiwilliger in Italien und Galizien. Im Schuljahr 1922/23 übernahm er die Stelle des Bürgerschuldirektor in Hallein.

## Politik und Funktionen
Baumgartner wirkte ab 1898 als Obmann der Salzburger Lehrergewerkschaft und ab 1903 als Gründer des Halleiner Volksbildungsvereines. Er war zudem ab 1904 Vorstandsmitglied des Salzburger Volksbildungsvereines und 1908 Gründer des „Antiklerikalen Kartells“. Zwischen 1918 und 1934 engagierte er sich als Redakteur der Salzburger Wacht, einer Tageszeitung der Sozialdemokratischen Arbeiterpartei. Des Weiteren war er 1918/19 Mitglied der Landesparteivertretung der Salzburger Sozialdemokraten und von 1921 bis 1923 Gemeinderat in Salzburg. Er vertrat die Sozialdemokratische Arbeiterpartei ab dem 7. November 1918 im Salzburger Landtag, wobei er bis zum 21. April 1919 Mitglied der Provisorischen Landesversammlung und danach bis zum 3. Mai 1922 Abgeordneter zum Konstituierenden Landtag war. Er gehörte zudem dem Landtag in der zweiten bis vierten Wahlperiode an und verlor sein Mandat per 16. Februar 1934 infolge der Februarkämpfe. Zudem wurde er 1934 aus politischen Gründen mehrere Monate inhaftiert. 1955 wurde ihm zum Gedenken eine Straße in Salzburg nach seinem Namen benannt.

## Werke (Auswahl)
- Der Zaubererjackl. Kulturbilder aus einem reichsunmittelbaren geistlichen Fürstentum. s. n., s. l. n. a. (ca. 1900).
- Der Bauer im Kampfe um Recht und Freiheit. Graphia, Salzburg 1919.
- Orts- und Bezirksschulräte und ihre Aufgaben (= Kommunalpolitische Schriften. H. 6, ZDB-ID 2750980-1). Wiener Volksbuchhandlung, Wien 1919.
- Salzburg. Ein Führer durch die Geschichte der Stadt und ihrer Bewohner (= Salzburger Heimatbücher. 1–2). 2 Bände (Bd. 1: Die Bürgerstadt bis 1280 und die geistlichen Höfe. Bd. 2: Die Stadt von 1280 bis 1921.). Salzburger Landeslehrer-Verein, Salzburg 1921.
- Die Besoldung der Lehrpersonen an öffentlichen Volks- und Bürger-Schulen. Mit besonderer Berücksichtigung der Verhältnisse im Lande Salzburg. Salzburger Lehrerrat, Salzburg 1923.
- Die Arbeit der Sozialdemokraten im Salzburger Landtag während der 2. Wahlperiode 1922–1927. Sozialdemokratische Partei, Salzburg 1927.
- Wie die Kirche Landbesitz erwarb. Die Entstehung der großen geistlichen Grundherrschaften in Österreich (= Freidenkerbücherei. 33, ZDB-ID 1096935-4). Freidenkerbund, Wien 1928.
- mit Emil Fuchs: Wie Salzburg katholisch gemacht wurde. Die Austreibung der Protestanten im Jahre 1731/32. Wiener Volksbuchhandlung, Wien 1931.
- Die Arbeit der Sozialdemokraten in den Gemeinden Salzburgs und die Hemmnisse dieser Arbeit. Sozialdemokratische Arbeiterpartei, Salzburg 1931.